# Лудвиг I (Лоон)
Лудвиг I фон Лоон (на немски: Ludwig I von Looz; * ок. 1110; † 11 август 1171) е граф на Лоон (1139 – 1171), Ринек (1155 – 1171) и граф на град Майнц.

## Произход
Той е син на Арнолд II или Арнулф I фон Лоон и Ринек (* 1060; † 1146), бургграф фон Фогт, Майнц и Райнек, и съпругата му Агнес (Аделхайд) фон Ринек-Майнц, дъщеря на Герхард, бургграф фон Ринек и Майнц († 1127), и съпругата му Берта или Хедвиг фон Близкастел.

## Фамилия
Лудвиг I се жени пр. 1140 г. за Агнес от Мец († сл. 1174), дъщеря на Фолмар V († 1145), граф на Мец- Хомбург, и Матилда фон Егисхайм († 1157). Те имат децата:
- Арнулф (* ок. 1140, † 1159)
- Герхард II (* ок. 1140; † 2 септември 1191, Акра) граф на Лоон и Ринек, женен пр. 1179 г. за Аделхайд от Гелдерн († 1213)
- Хуго († сл. 1175), женен
- Агнес (* ок. 1150; † 26 март 1191, Келхайм), омъжена 1169 г. за херцог Ото I Вителсбах от Бавария († 1183)
- Лорета (* 1150/1155; † 1190/1193), омъжена I. 1172 (1174) г. за граф Жил фон Клермон (развод 1174), II. 1176 г. за граф Теобалд I де Бар-Мусон (1158 – 1214)
- Имажина (* ок. 1150; † 5 юни 1214), омъжена 1175 (1180) г. за херцог Годфрид III от Горна Лотарингия, граф на Льовен (1142 – 1190)
- София (Гуда, Бона) (* ок. 1145; † 1209), омъжена I. за Годфрид IV (III) Бертхут, господар на Гримберген († 1201), II. за Валтер IV фон Мехелен († 1219)